# Кир Стефан Србин
Кир Стефан Србин, био је српски монах, хоровођа и музиколог активан у 15. веку. Већи део живота провео је на двору деспота Ђурђа Бранковића у Смедереву, у својству доместика - хоровође и дијака - писара.

## Биографија
Сачувано је више оригиналних Стефанових текстова и преписа, који се и данас налазе по иностраним библиотекама. Најпознатије његово дело је зборник црквених песама — Псалтикија. Оригинални рукопис Псалтикије чуван је у Народној библиотеци у Београду, где је, нестао 6. априла 1941. године, када је услед бомбардовања цела Народна библиотека изгорела. Сачувано је свега дванаест фотокопираних листова, на којима поред грчких налазимо и девет српских песама, од којих су највеће драгоцености „Ниња сили небесније“ и „Вкусите и видите“, јер је на обема потписан аутор „Твореније доместика кир Стефана Србина“.
Псалтикија је писана касновизантијском неумском нотацијом са црквенословенским и грчким текстом. Занимљиво је што поред мелодија даје и теоријска тумачења - пападику са старословенском музичком терминологијом. Упутства се углавном односе на темпо и динамику.
Иако се за постојање Псалтикије зна још од почетка ХХ века, анализу преосталих страница саставио је тек 1961. године Димитрије Стефановић, директор Музиколошког института САНУ, који је такође превео у савремену нотацију песме Ниња сили и Вкусите и видите.
Хор Српске православне Епархије канадске у Торонту носи име Кир Стефан Србин.